# Thunderstorm (Italiaanse band)
Thunderstorm was een Italiaanse doommetalband uit Bergamo, geformeerd tijdens de vroege jaren 1990 als een klassieke heavy metalband.

## Bezetting

### Huidige bezetting
- Fabio 'Thunder' Bellan (zang, gitaar)
- Omar Roncalli (bas)
- Attilio Coldani (drums)

### Voormalige leden
- Marco Riva (drums, 1992-1998]
- Sandro Mazzoleni (gitaar, 2000- 2004)
- Andrea Salvetti (bas, 1992-1998)
- Massimo Tironi (drums, 1992-2002)

## Geschiedenis
Tijdens deze vroege incarnatie brachten ze de twee demo's Thunderstorm (1992) en Force of Evil (1994) uit. In 1998 splitste de band zich op vanwege muzikale incompatibiliteitsproblemen tussen de leden. Hun leider en zanger Fabio 'Thunder' Bellan ontmoette drummer Massimo Tironi en vormde een nieuwe Thunderstorm-band, die dit keer het geluid richtte op klassieke doommetal in de stijl van Black Sabbath, Candlemass en Trouble en zichzelf Sad Symphony noemden. Kort daarna trad bassist Omar Roncalli toe tot de band, waarna de naam werd hernoemd naar de oorspronkelijke naam Thunderstorm. Sandro Mazzoleni trad toe tot de band als tweede gitarist. In 1999 produceerde deze bezetting de demo Sad Symphony, die interesse wekte bij platenlabels, waarna de band tekende bij Northwind Records.
Onder Northwind bracht de band de twee volledige albums Sad Symphony (2000) en Witch Hunter Tales (2002) uit. Gedurende deze periode vertrokken Mazzoleni en Tironi, nam Bellan fulltime gitaarwerk over en kwam drummer Attilio Coldani bij de band. Nadat het laatste album was voltooid, besloot de band van label te veranderen en tekende een deal voor meerdere albums met het Italiaanse label Dragonheart Records, waarbij ze in 2004 het volledige album Faithless Soul uitbrachten. 
Ze ontbonden in november 2011 onder vermelding van muzikale verschillen, die op hun officiële website werden getoond, totdat de site werd verwijderd. Hun albums werden opgenomen in de New Sin Studio in Loria, Italië.

## Discografie

### Demo's
- 1994: Force of Evil
- 1999: Sad Symphony
- 2001: Witch Hunter

### Albums
- 2000: Sad Symphony (Nothwind)
- 2002: Witchunter Tales (Northwind
- 2004: Faithless Soul (Dragonheart
- 2007: As We Die Alone (Dragonheart
- 2010: Nero Enigma (Audioglobe S.R.L.)